# Sent Joan del Nos
Sent Joan del Nos (en francès Saint-Jean-Delnous) és un municipi francès situat al departament de l'Avairon i a la regió d'Occitània.

## Demografia
| 1962                                       | 1968 | 1975 | 1982 | 1990 | 1999 | 2006 |
| ------------------------------------------ | ---- | ---- | ---- | ---- | ---- | ---- |
| 421                                        | 491  | 429  | 372  | 377  | 390  | 366  |
| Des de 1962: població sense dobles comptes |      |      |      |      |      |      |

## Administració
| Període | Identitat         | Partit |
| ------- | ----------------- | ------ |
| 1995-   | Gilbert Dalmayrac |        |